# VEED Awards
De VEED Awards was een jaarlijks gala voor Nederlandse Youtubers. Tussen 2015 en 2019 werden ze jaarlijks op het VEED Festival in Amsterdam uitgereikt, het laatste gala in AFAS Live. Veed is een samentrekking van video en feed. De VEED-Awards werden uitgedeeld in verschillende categorieën.
Het VEED Festival werd van 2015 tot en met 2018 gepresenteerd door Défano Holwijn. In 2019 presenteerden Barend van Deelen en Quinty Misiedjan deze editie. De prijzen werden door bekende Nederlanders uitgereikt.

## Achtergrond
De VEED-Awards werden ontwikkeld door de YouTubers Kelvin Boerma, Peter de Harder en Mert Ugurdiken en producenten Omar Kbiri, Jacqueline Vizee en Viola Welling. De prijzen werden uitgereikt op het door hen georganiseerde gala: het VEED Festival. In 2016 introduceerde VEED een tv-gids over YouTubers die zelf ook deel uitmaakten van de redactie: VEED Magazine, de eerste papieren editie kwam uit op 3 mei 2016.

### Categorieën
De oorspronkelijke VEED Awards bestonden uit acht categorieën voor het beste YouTube-kanaal, de Mannelijke YouTuber, de Vrouwelijke YouTuber, Vloggende YouTuber, Komedie YouTuber, Gamende YouTuber, YouTuber over Mode en Schoonheid en Nieuwe YouTuber.
Tijdens de tweede editie in 2016 kwam de categorie Beste muzikale YouTuber erbij.
Tijdens de derde editie in 2017 kwamen er ruim zeven nieuwe categorieën bij. Vijf categorieën voor de beste Grap uithalende YouTuber, snapchatter, instagrammer, muser en Beste Fanaccount. Twee andere nieuwe categorieën werden mogelijk gemaakt door buitenstaande partijen. De RTL Boulevard-Award voor beste Bekende Nederlander op YouTube, mogelijk gemaakt door RTL Boulevard en de AD journalistieke aanmoedigingsprijs, mogelijk gemaakt door het Algemeen Dagblad. Bij de laatstgenoemde categorie kreeg de winnaar ook een geldbedrag van €10.000,-.
Tijdens de vierde editie in 2018 werden de twee categorieën Beste grap uithalende YouTuber en Beste snapchatter geschrapt. Deze werden in 2018 vervangen door drie nieuwe categorieën voor Beste twitcher, Beste YouTube-serie en Beste YouTube-video.
In 2019 werd het vijfjarige jubileum van de VEED-Awards in AFAS Live gehouden. Het werd aangekondigd als "de meest epische editie". De categorieën werden dit jaar aangepast.
Na 2019 werden er nooit meer VEED-Awards uitgereikt, mede doordat de Nederlandse online wereld veranderde. Veel online categorieën werden in de jaren daarna geïntegreerd in de Gouden Televizier-Ring.

## Verloop

### Nominatie door kijkers
Via de officiële website van VEED konden de kijkers zelf enkele maanden op voorhand insturen wie zij wilden nomineren voor een (of meerdere) prijzen. Enkele weken voor het VEED Festival werden uit deze inzendingen de vijf genomineerden per categorie gekozen. Op het Veed Festival werden de winnaars bekendgemaakt. Tussen de prijsuitreikingen door waren er muzikale optredens van YouTubers.

## Winnaars
2015 · 2016 · 2017 · 2018 · 2019
|                                      | 2015               | 2016               | 2017              | 2018                    | 2019                     |
| ------------------------------------ | ------------------ | ------------------ | ----------------- | ----------------------- | ------------------------ |
| Beste YouTube Channel                | StukTV             | StukTV             | StukTV            | StukTV                  | StukTV                   |
| Beste Mannelijke YouTuber            | Furtjuh            | Enzo Knol          | Dylan Haegens     | Kalvijn                 | GameMeneer               |
| Beste Vrouwelijke YouTuber           | Teske de Schepper  | BeautyNezz         | BeautyNezz        | Marije Zuurveld         | Marije Zuurveld          |
| Beste Vlogging YouTuber              | Enzo Knol          | Enzo Knol          | Enzo Knol         | De Bellinga's           | Jeremy Frieser           |
| Beste Comedy YouTuber                | Furtjuh            | Dylan Haegens      | Dylan Haegens     | Dylan Haegens           | Jeremy Frieser           |
| Beste Gaming YouTuber                | Enzo Knol          | Ties Granzier      | DagelijksHaaDee   | DagelijksHaaDee         | GameMeneer               |
| Beste Beauty YouTuber                | Mascha Feoktistova | Mascha Feoktistova | BeautyNezz        | BeautyNezz              | Marije Zuurveld          |
| Beste Nieuwe YouTuber                | BeautyNezz         | Jeroen van Holland | Bibi              | Nina Schotpoort         | Bankzitters              |
| Beste Muziek YouTuber                |                    | Teske de Schepper  | Teske de Schepper | Famke Louise            | StukTV                   |
| Beste Pranking YouTuber              |                    |                    | StukTV            |                         |                          |
| Beste Snapchatter                    |                    |                    | Diiggys           |                         |                          |
| Beste Instagrammer                   |                    |                    | NabilTime         | Stefandevries95         | Stefandevries95          |
| Beste Muser                          |                    |                    | Nina Schotpoort   | Nina Schotpoort         |                          |
| Beste Fanaccount                     |                    |                    | onnefamilie       | _x.lilkleine.x_         |                          |
| AD Journalistieke aanmoedigingsprijs |                    |                    | Défano Holwijn    | Thomas van der Vlugt    | Défano Holwijn met Convo |
| RTL Boulevard Award                  |                    |                    | Tim Hofman        | Anna Nooshin            |                          |
| Beste twitcher                       |                    |                    |                   | Lekker spelen (*)       | Lekker spelen (*)        |
| Beste YouTube Serie                  |                    |                    |                   | StukTV met Jachtseizoen | StukTV met Jachtseizoen  |

(*) Aangezien Lekker spelen een kanaal is zonder webcam/gezicht, besloot het duo om de gewonnen VEED Award telkens in ontvangst te laten nemen door een externe acteur of een bekend gezicht. Ze deden dit op komische wijze met een op voorhand geschreven script. In 2018 nam Jeroen Engeln de prijs in ontvangst. In 2019 werden Rick Vermeulen, rechterhand van Dylan Haegens, en Margriet Oranje ingeschakeld.

## Prijzen per kanaal
| Kanaal                  | Aantal prijzen |
| ----------------------- | -------------- |
| StukTV                  | 9              |
| BeautyNezz              | 5              |
| Enzo Knol               | 5              |
| Dylan Haegens           | 4              |
| Kalvijn                 | 3              |
| Marije Zuurveld         | 3              |
| Teske de Schepper       | 3              |
| DagelijksHaaDee         | 2              |
| Défano Holwijn          | 2              |
| Furtjuh / Rutger Vink * | 2              |
| GameMeneer              | 2              |
| Jeremy Frieser          | 2              |
| Lekker spelen           | 2              |
| Mascha Feoktistova      | 2              |
| Nina Schotpoort         | 2              |
| Stefan de Vries         | 2              |
| Anna Nooshin            | 1              |
| Bankzitters             | 1              |
| De Bellinga’s           | 1              |
| Bibi                    | 1              |
| Diiggys                 | 1              |
| Famke Louise            | 1              |
| Jeroen van Holland      | 1              |
| NabilTime               | 1              |
| Nina Houston            | 1              |
| Thomas van der Vlugt    | 1              |
| Ties Granzier           | 1              |
| Tim Hofman              | 1              |

* Rutger Vink heeft met zowel zijn eerste als tweede kanaal een VEED Award gewonnen.
2015 · 2016 · 2017 · 2018 · 2019